# Giampaolo Amoruso
 (juillet 2023).
Giampaolo Amoruso, né le 9 mai 1961 à Boussu, est un artiste sicilien installé en Belgique, spécialiste de la sculpture en verre soufflé.

## Biographie
Ses parents siciliens s'installent à Boussu en Belgique en 1947. Son père, Gennaro Amoruso, tailleur de pierre en Sicile, arrive dans le Borinage comme mineur à la suite du protocole belgo-italien du 23 juin 1946 acier-charbon. Sa mère, Rosa Muratore, donne naissance à Giampaolo en 1961, en plus de quatre frères et trois sœurs. 

## Vie professionnelle
Giampaolo Amoruso a commencé son apprentissage à la Cristallerie de Boussu. En 1976-78 il suit les cours de Claude Laurent à l’École des Métiers d'Art de la Province du Hainaut à Mons.1987-1990 Collabore avec  l'artiste Jean-Pierre Umbdenstock à Sars-Poteries (France), avant d'ouvrir son propre atelier de soufflage à Boussu en 1992. En 1996, il déménage à Deerlijk avec sa compagne Katrien Depypere et se donne entièrement à sa création artistique personnelle. Il a rencontré le sculpteur belge José Vermeersch (1922-1997) avec qui il a collaboré en 1993. Il est  invité en résidence à l'Atelier du Verre de Sars-Poteries en 2003. Ses œuvres figurent dans les collections de nombreux musées.

## Œuvre
Son œuvre est figurative et il s'inspire de la réalité et des attitudes des personnes qu'il rencontre. Des poupées rondes et colorées forment une grande famille; des têtes expressives, des grands personnages debout pouvant atteindre 120 cm de hauteur ou encore des figurines transparentes travaillées à chaud en verre massif animent l’œuvre de l'artiste. Giampaolo Amoruso se révèle aussi dessinateur, en apportant une multitude de petits motifs gravés sur des têtes grandeur nature en verre soufflé en plusieurs couches, faisant ainsi apparaître d'autres couleurs.

## Expositions personnelles (sélection)
- Giampaolo Amoruso, Musée-Atelier du Verre, Sars-Poteries, 2003[10]
- Corps à Corps, Musée du Verre, Conches-en-Ouche, 2016[11]
- Umanita Poetica, Musée du verre de Charleroi, Marcinelle, 2020
- et dans des galeries: Rasson Art Gallery (Knokke -B), Etienne Gallerie (Oisterwijk - NL), Galerie Jos Depypere  (Kuurne  B), Braggiotti Gallery (Amsterdam - NL), Habatat Gallery (Roal Oak MI - USA), Continuum Gallery (D)

## Œuvres dans les collections publiques (sélection)
- Racine Art Museum (USA)[12]
- MusVerre, Sars-Poteries (F)[13]
- Flint Institute of Arts (USA)[14]
- Musée du Verre de Charleroi (B)[15]
- Musée des Beaux-Arts, Tournai (B)[16]
- Museum voor Schone Kunsten, Kortrijk (B)
- Centre Culturel, Lommel (B)
- Ernsting Stiftung, Coesfeld (D)[17]
- Grassimuseum, Leipzig (D), Frauenau Glass Museum  https://glasmuseum-frauenau.de/(D), European Museum of Modern Glass  https://glasmuseum.kunstsammlungen-coburg.de/(D)